# Remise des diplômes

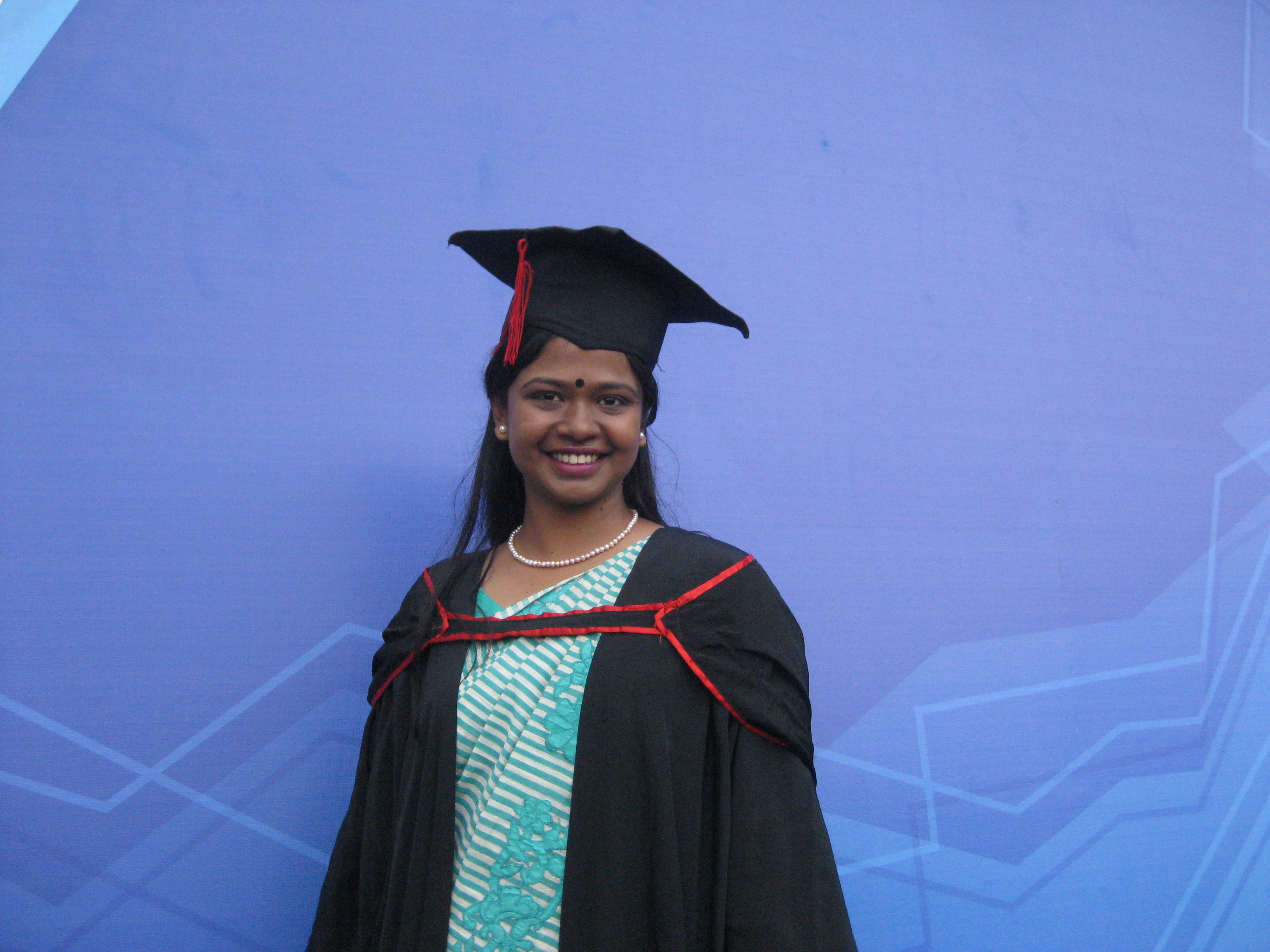
Étudiante de l'Université de Dacca (Bangladesh) portant une robe universitaire et un mortier lors de la cérémonie de remise des diplômes.

La remise des diplômes (graduation en anglais) est une cérémonie traditionnelle au cours de laquelle sont décernés un ou plusieurs titres universitaires, faisant passer les participants du statut d'étudiant à celui d'ancien élève (alumni).

## Présentation
Ce type de cérémonie a une grande importance dans le système universitaire américain. Elle existe également en Europe, notamment en France avec, par exemple, la cérémonie annuelle des docteurs de Sorbonne Universités qui récompense les récents titulaires du doctorat et se termine par le traditionnel lancer de chapeau ( mortarboard - mortier en français).

### Terminologie

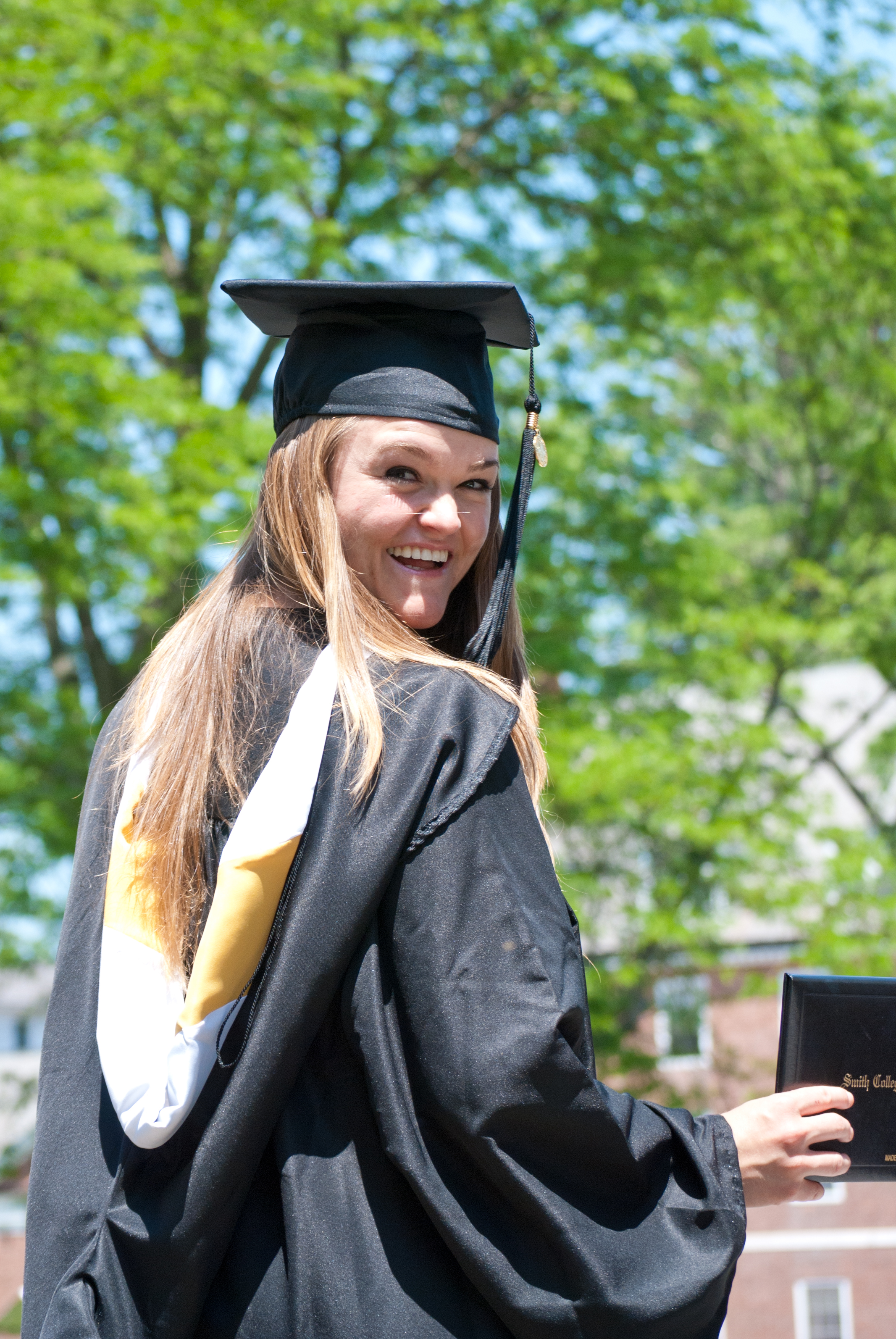
Nouvelle diplômée du Smith College (Massachusetts) portant les insignes académiques de son institution ; sa capuche est doublée d'un chevron jaune en blanc.

Le terme graduation couramment utilisé dans le monde anglophone provient du verbe anglais to graduate (obtenir un diplôme).

### Tenue
Lors de la cérémonie, il est d'usage de porter une robe universitaire et un couvre-chef appelé « mortier ». La robe académique que l'on trouve dans la plupart des universités anglo-saxonnes est dérivée de celle (la cappa clausa) des universités d'Oxford et de Cambridge, elle-même dérivée de la tenue académique et administrative dans toutes les universités médiévales d'Europe. Cette tradition vient du Moyen Age (XIIe-XIIIe), quand les universités étaient régies par le clergé ; les professeurs étaient des moines et leurs étudiants portaient également une sorte de toge à capuche. Ce vêtement avait pour but pratique de garder un érudit au chaud pendant qu'il était assis, immobile ou qu'il étudiait. De nos jours, cette robe académique est la forme traditionnelle de vêtement pour les milieux académiques, principalement l'enseignement supérieur (et parfois secondaire), portée principalement par ceux qui ont obtenu un diplôme universitaire (ou similaire), ou qui détiennent un statut qui leur donne le droit de les assumer.